# Парламент Канады
Парламент Канады (англ. Parliament of Canada, фр. Parlement du Canada) — канадский федеральный законодательный орган, заседающий на Парламентском холме в городе Оттава.

## Состав
Парламент состоит из Короля, Сената и Палаты Общин — так называемая система «Король-в-Парламенте» (King-in-Parliament).
Короля представляет Генерал-губернатор Канады, назначающий 105 членов Сената по рекомендации Премьер-министра. 308 депутатов нижней палаты Общин выбираются прямым голосованием по мажоритарной системе.
Палата Общин — ведущий орган Парламента. Сенат редко отвергает законопроекты, утверждённые нижней палатой. Король (Генерал-губернатор) утверждает законопроекты, принятые палатами Парламента.
Премьер-министр и правительство обязаны иметь поддержку большинства депутатов Палаты Общин.
С 2019 года к работе приступил 43-й состав Парламента.

## Галерея

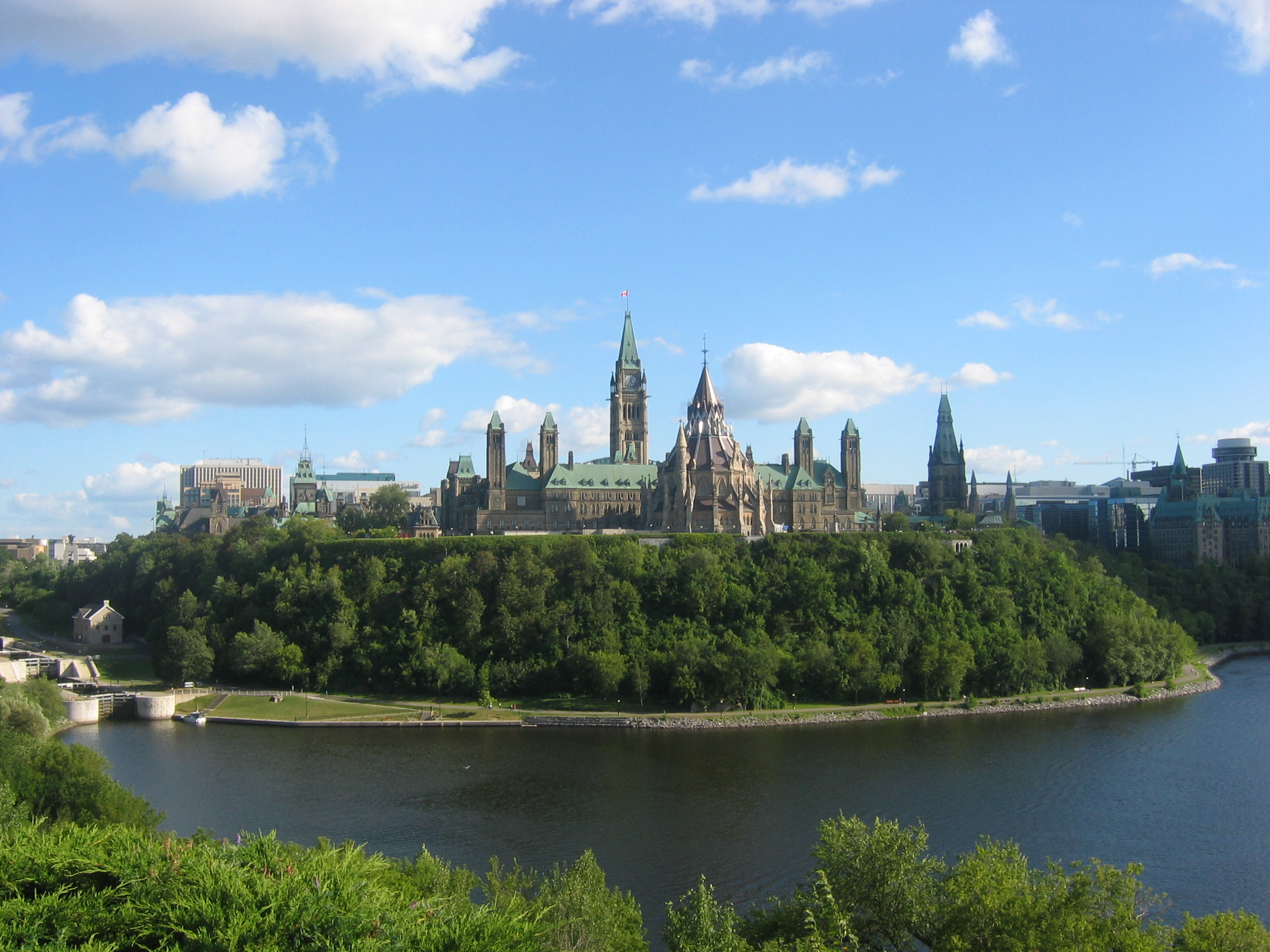
Парламентский холм
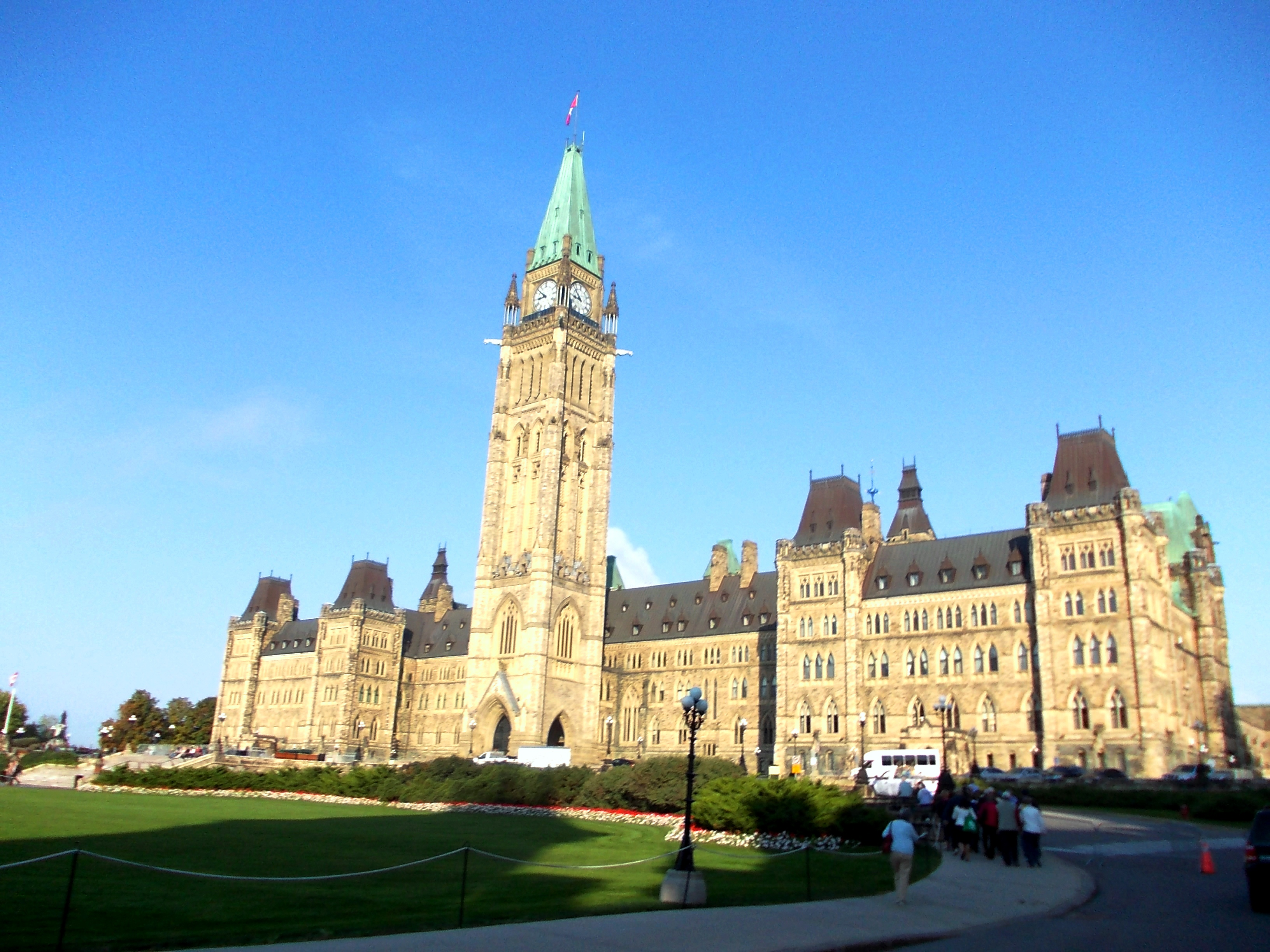
Центральный блок Парламента
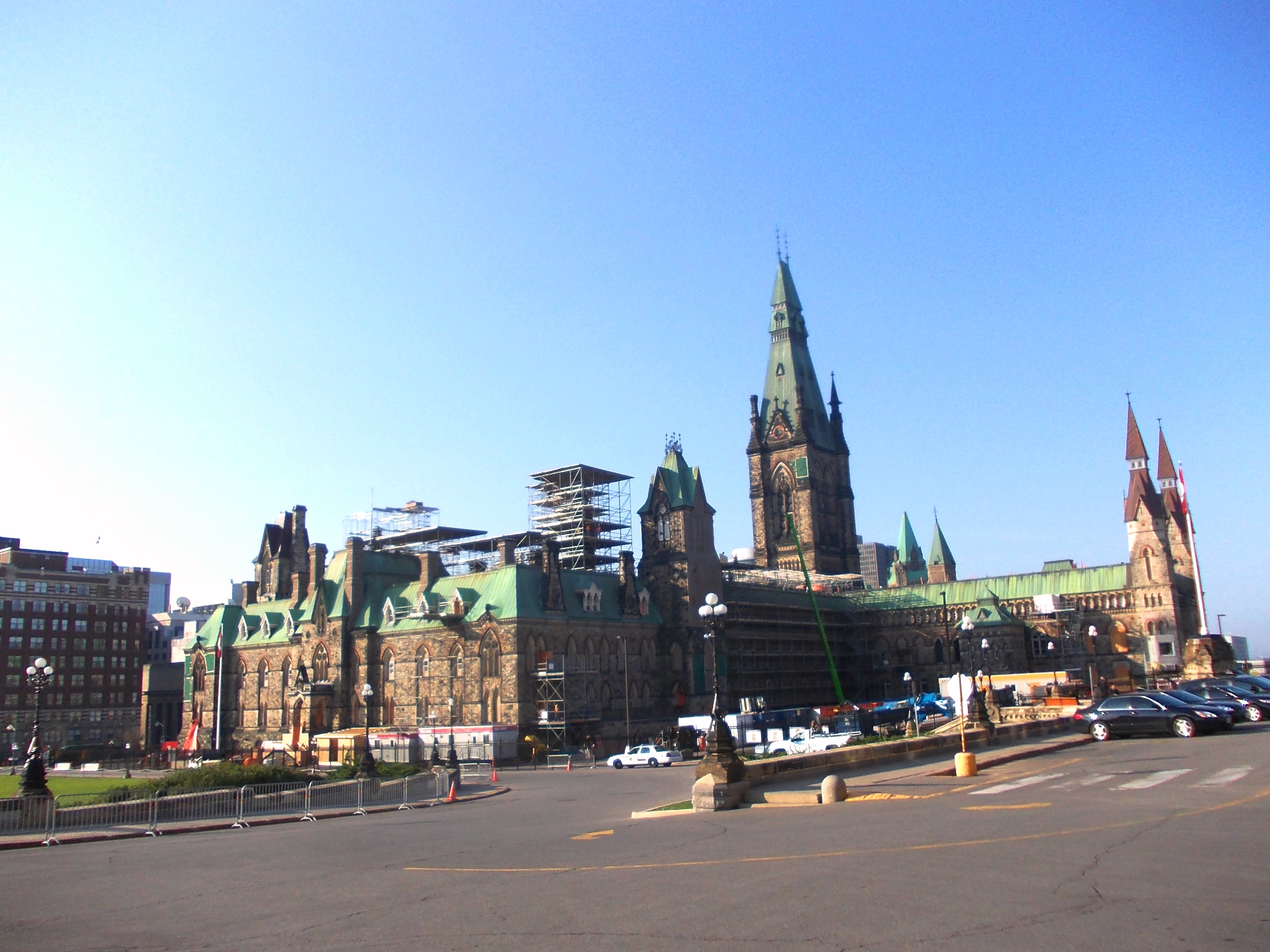
Западный блок Парламента
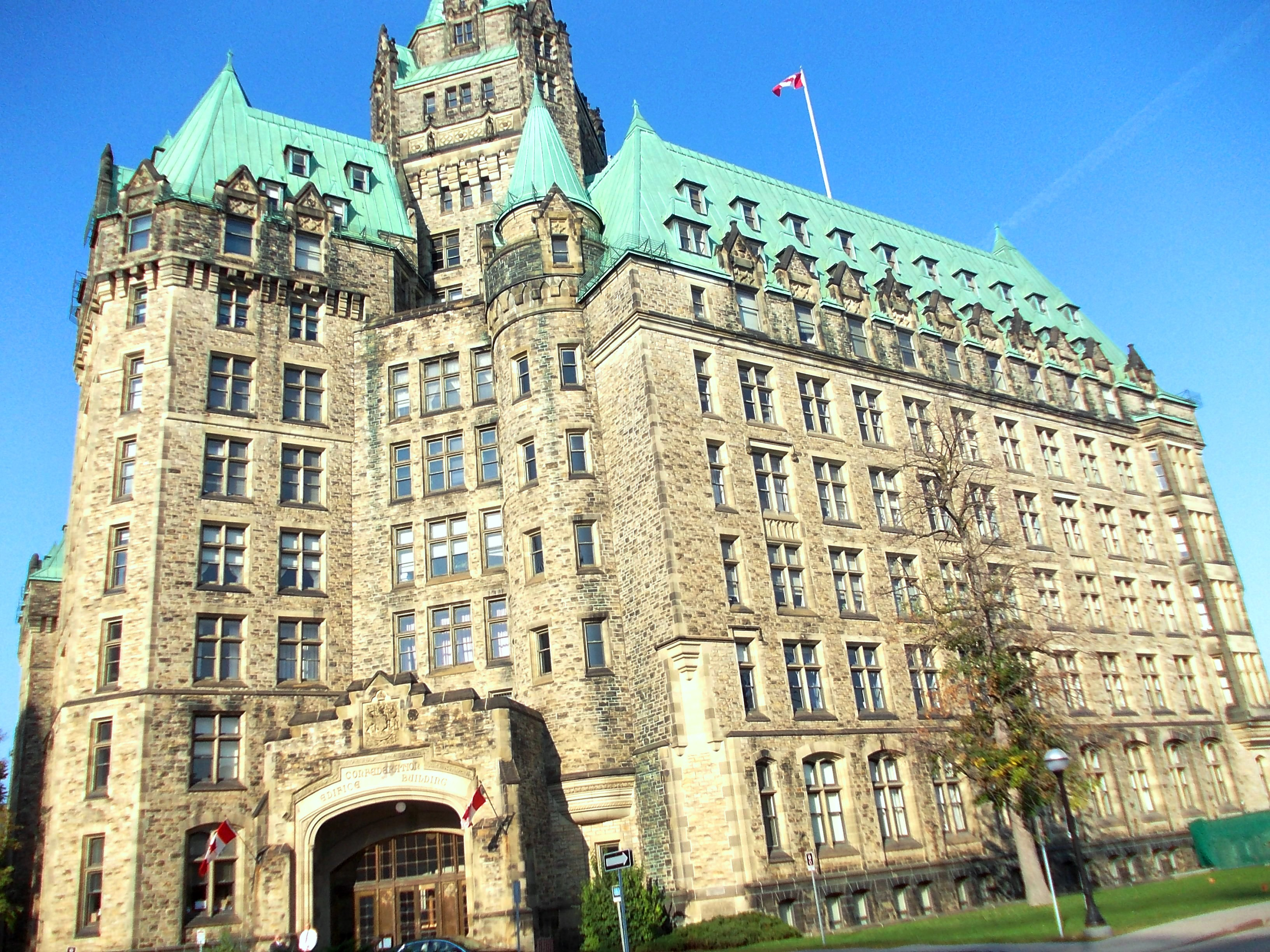
Здание Конфедерации
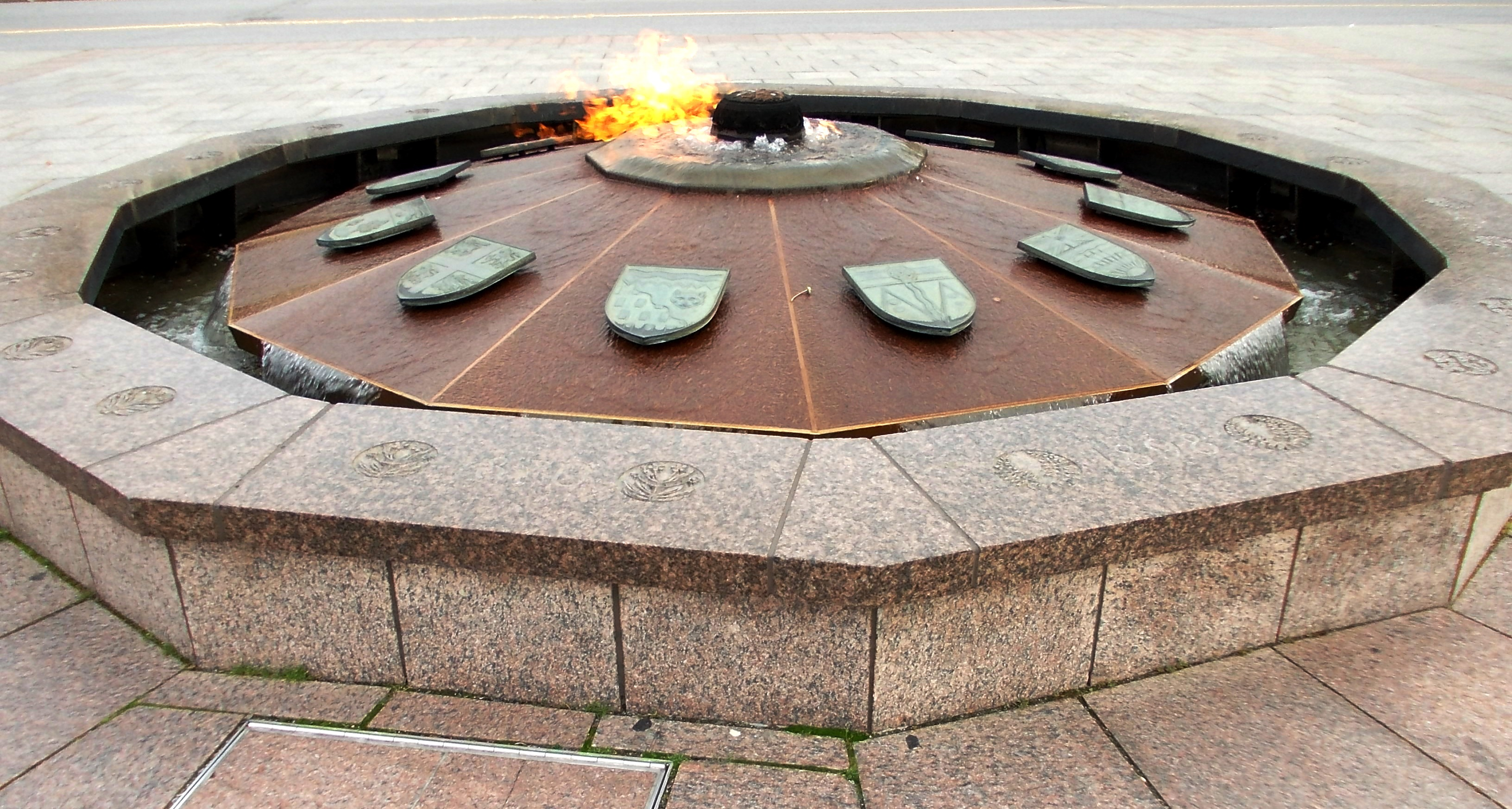
Вечный огонь
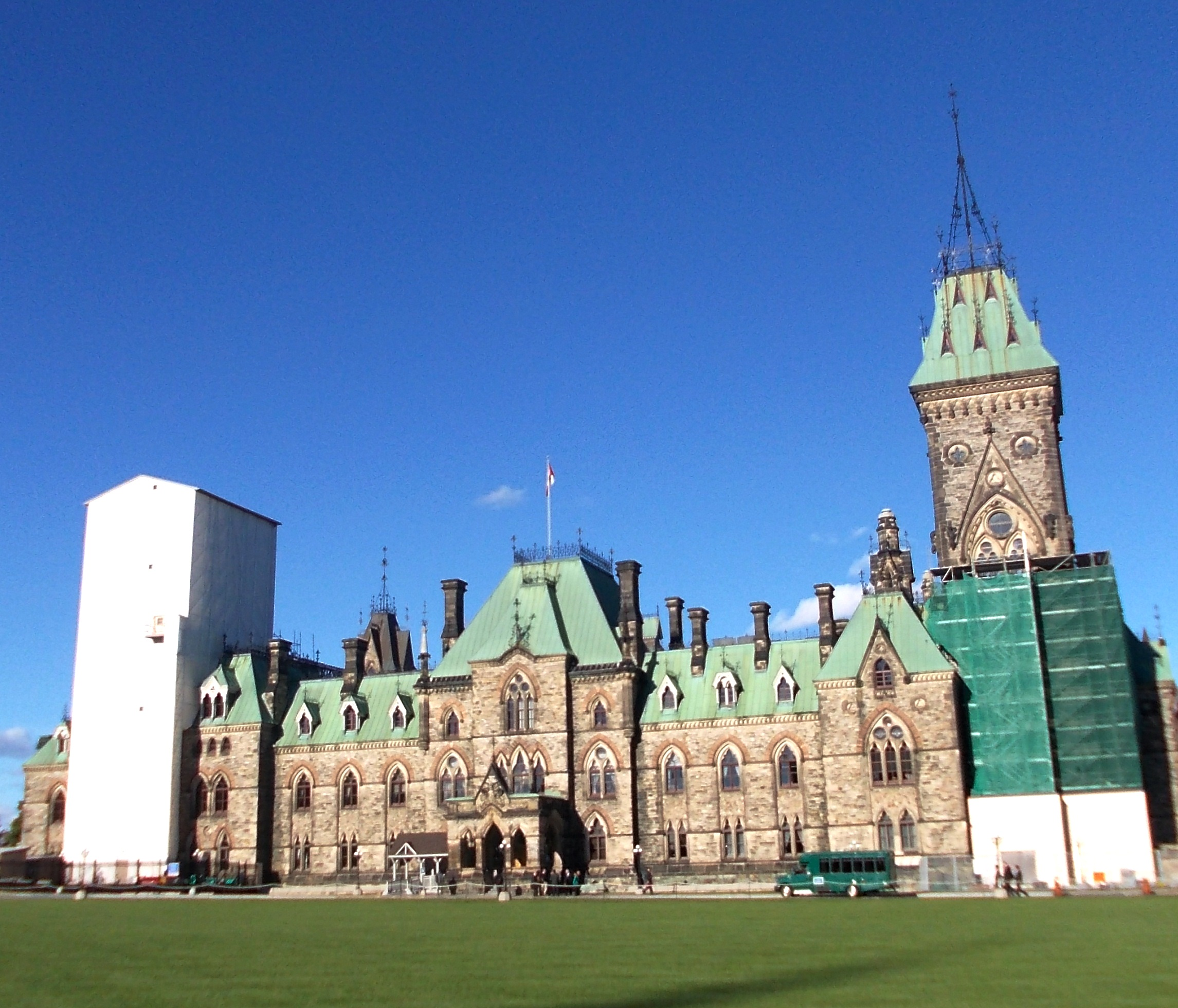
Восточный блок Парламента